# Massimo Masolo
Massimo Masolo (Vicenza, 7 maggio 1958) è un dirigente sportivo e chirurgo italiano.
È stato presidente del Vicenza Calcio tra il 2012 e il 2013.

## Biografia
Si è laureato in medicina e chirurgia presso l’Università degli Studi di Verona nel 1984 con il massimo dei voti. Ha conseguito la specialità in odontostomatologia presso la stessa università nel 1990. Ha frequentato dal 1983 il reparto di chirurgia maxillo-facciale dell’Ospedale di Vicenza diretto dal prof. Camillo Curioni. Relatore a numerosi congressi e università sui temi di chirurgia maxillo-facciale e odontostomatologia, è specializzato in implantologia  osteointegrata che pratica dal 1985 soprattutto per casi complessi: impianti pterigoidei, rialzi del seno, innesti ossei autologhi e eterologhi. Ha partecipato a studi riguardanti il sistema di rigenerazione tissutale con l’ausilio della cola di fibrina e fattori di crescita con attivazione autologa, è stato anche fondatore dell'Associazione italiana di odontoiatria naturale nel 1995. Ha frequentato per alcuni mesi l’ospedale e la clinica di chirurgia plastica di Rio de Janeiro diretta dal prof. Ivo Pitanguy ritornandoci periodicamente. Ha frequentato per vario tempo l'ambulatorio di chirurgia maxillo-facciale dell'ospedale di Vicenza. Lavora presso la Clinica Max Medical di Vicenza da lui fondata e collabora con vari studi odontoiatrici problematiche riguardanti la chirurgia orale, in particolare per le riabilitazioni complesse implantari.
Massimo Masolo è stato il 42º presidente del Vicenza Calcio

.